# Camp Swift
Camp Swift est une census-designated place située dans le comté de Bastrop, dans l’État du Texas, aux États-Unis. Sa population s’élevait à 7 943 habitants lors du recensement de 2020.